# Sajed Al-Kas
Sajed Hassan Salim Al-Kas Al-Awani (arab. سعيد الكأس, ur. 20 lutego 1976 w Dibba Al-Hisn) – emiracki piłkarz występujący na pozycji napastnika w drużynie Al-Wasl Dubaj.

## Kariera piłkarska
Sajed Al-Kas jest wychowankiem klubu Dibba Al-Hisn. W 1998 przeszedł do zespołu Nadi asz-Szarika, gdzie występował przez dziesięć lat. Od 2008 jest napastnikiem drużyny Al-Wasl.
W reprezentacji Zjednoczonych Emiratów Arabskich zadebiutował w 2000. Był powoływany na dwa turnieje o Puchar Azji: w latach 2007 (strzelił dwie bramki w fazie grupowej) i 2011.